# Viktor Krcha
Viktor Krcha (22. července 1914 Vídeň – 10. prosince 1942 Středozemní moře) byl český palubní navigátor Royal Air Force v období druhé světové války.

## Život

### Před druhou světovou válkou
Viktor Krcha se narodil 22. července 1914 ve Vídni v rodině sládka Vladimíra Krchy a Anny, rozené Forstové. Jeho matka byla vídeňská Češka a do Vídně se k rodičům uchýlila po vypuknutí první světové války, do té doby žili manželé v srbském Velikém Bečkereku. Po válce se sem rodina vrátila a Viktor zde vystudoval gymnázium a obchodní akademii a stal se členem místního Skauta. V roce 1930 jeho otce zavraždil propuštěný zaměstnanec, Viktor Krcha se v roce 1933 přestěhoval ke strýci Karlovi do Československa. Prezenční vojenskou službu nastoupil k pěšímu pluku 33, po čtyřměsíčním studiu na vojenské akademii pak dva roky sloužil u Leteckého pluku 1 ve Kbelích a Milovicích. Dosáhl hodnosti poručíka a kvalifikace polního pozorovatele letce. Působil i jako činovník Skauta.

### Druhá světová válka
Po německé okupaci opustil Viktor Krcha v srpnu 1939 ilegálně Protektorát Čechy a Morava a odešel do Polska, kde vstoupil do zde vznikající československé zahraniční jednotky. Přežil bombardování letiště v Dęblinu a po pádu Polska v září 1939 upadl do sovětské internace. Po propuštění 8. července 1940 byl přepraven přes Varnu a Istanbul do Spojeného království. Dne 2. srpna 1940 byl přijat do Royal Air Force a po zaškolení zařazen jako palubní navigátor do 311. československé bombardovací perutě. První operační let u této perutě absolvoval 3. října 1941 nad Dunkerk, poslední 16. prosince 1941 nad Wilhelmshaven. Dne 28. prosince 1941 byl přeložen ke 138. peruti, jejímž úkolem bylo zajišťování spojení s odbojem v zemích okupovaných nacistickým Německem. První operační let zde absolvoval 7. ledna 1942 nad Le Mans, často poté létal i nad Protektorát, mj. doprovázel výsadky Bioscop, Bivouac, Intransitive, Tin, Steel a Antimony. Jeho poslední akcí u 138. perutě byl 27. listopadu 1942 let snad nad Norsko. Dne 10. prosince 1942 byl členem posádky, která odstartovala ve stroji Handley Page Halifax B Mk.II/1a W1002 NF-Y z Káhiry. Na palubě stroje bylo dalších šest československých letců a osm cestujících. Na Maltu, kde měli provést mezipřistání, nedoletěli. Příčiny zmizení stroje nebyly nikdy objasněny a moře těla posádky nevyplavilo. Dosáhl hodnosti nadporučíka.

## Ocenění

### Vyznamenání
- 1941 Kříž za chrabrost (Polsko)
- 1941 Československá medaile Za chrabrost před nepřítelem
- 1942 a 1947 i. m. Československý válečný kříž 1939

### Posmrtná ocenění
- Viktor Krcha byl v roce 1947 in memoriam povýšen do hodnosti štábního kapitána a v roce 1991 do hodnosti podplukovníka